# Isthmian Football League
L'Isthmian Football League è una lega calcistica semiprofessionistica inglese a cui prendono parte squadre dell'area di Londra e del Sud Est dell'Inghilterra.
La lega organizza quattro campionati composti da 20 o 22 squadre ciascuno, la Premier Division che sta al 7º livello della struttura piramidale delle leghe calcistiche inglesi, mentre la North Division, la South Central Division e la South East Division risultano all'8º livello, per un totale di 82 squadre.

## Storia
Prima che si formasse la Isthmian League, non esistevano leghe alle quali potessero partecipare i club amatoriali, ma solo coppe. Per tale motivo, si svolse un incontro tra i rappresentanti delle squadre di Casuals, Civil Service, Clapton, Ealing Association, Ilford e London Caledonians per discutere della creazione di una lega amatoriale competitiva. Tutti i club sostennero l'idea e la Isthmian League fu fondata l'8 marzo 1905. L'adesione alla lega era solo su invito. La lega era fortemente dedicata all'amatorialismo; i vincitori non ricevevano un trofeo o medaglie; il motto della lega era «basta l'onore» (honor sufficit).
Le squadre meno in grado di competere finanziariamente gravitavano quindi su di essa piuttosto che sulla Southern League, mentre quelle con ambizione e denaro si muovevano nella direzione opposta. Sebbene il campionato si sia affermato come uno dei campionati amatoriali più forti del paese, fornendo regolarmente i vincitori della FA Amateur Cup, era ancora visto ad un livello inferiore rispetto alla Southern League che era la migliore lega semiprofessionistica regionale. Nel 1922 la lega aveva quattordici club e nei successivi cinque decenni furono ammessi solo pochi nuovi membri, principalmente per riempire i posti vacanti lasciati dai club che lasciavano il campionato. La maggior parte dei nuovi membri della Isthmian League si unirono alla Athenian League, che si dedicava allo stesso modo all'amatorialismo. La Isthmian League prende molto probabilmente il nome dagli antichi giochi istmici. Nel 1962 una selezione di migliori giocatori della Isthmian League partecipò al torneo di indipendenza ugandese, giocando contro Kenya e Ghana.
La lega iniziò ad ammettere le società professionistiche negli anni 1970, dal momento la FA aveva abolito la distinzione tra amatoriali e professionisti con effetto a partire dalla stagione 1974-1975. Una seconda divisione di sedici club fu creata nel 1973 e una terza divisione ne seguì nel 1977. La lega si rifiutò di partecipare alla formazione della Alliance Premier League nel 1979 e mentre due club istmici, l'Enfield e il Dagenham, disertarono la APL nel 1981, non è stato fino al 1985 che ai vincitori della Isthmian League veniva assegnato un posto tramite promozione nella nuova Football Conference. La ricompensa della promozione nella Conference significa che, dal 1985, nessuna squadra ha conservato il titolo (come era successo in 22 occasioni in precedenza). La Athenian League si sciolse nel 1984 quando la Isthmian League Second Division fu divisa in gironi North e South. Questi furono nuovamente ristrutturati in Second e Third Division nel 1991.
Nel 2002, la lega fu nuovamente ristrutturata, con la First e Second Division che si unirono per formare la Division One North e la Division One South (in seguito ribattezzate semplicemente North e South) e la Third Division venne rinominata Division Two. Inoltre, i tre campionati alimentatori della lega - la Combined Counties League, la Essex Senior League e la Spartan South Midlands League - si svolgevano parallelamente alla Division Two, ed erano in grado di alimentare direttamente le Division One.
Nel 2004, la Football Association ha portato avanti un'importante ristrutturazione del National League System, creando nuove divisioni regionali della Football Conference. La Isthmian League fu ridotta di nuovo a tre divisioni, e i suoi confini furono cambiati per rimuovere la sovrapposizione con la Southern League.
Nel 2006, un'ulteriore riorganizzazione ha visto il passaggio a due Division One regionali e lo scioglimento della Division Two. Questo piano attuale prevede che le squadre basate sui confini del territorio della Isthmian League si trasferiscano da e verso la Southern League se necessario per mantenere l'equilibrio numerico tra le leghe. Una squadra, il Clapton, è sempre stata presente nella Isthmian League sin dalla sua fondazione, ma si è trasferita nella Essex Senior League per la stagione 2006-2007. Il Dulwich Hamlet, che si unì alla lega nel 1907, divenne il suo membro più lungo fino alla loro promozione nella National League South per la stagione 2018-2019.
Nel maggio 2017, la FA ha scelto la Isthmian League per aggiungere una terza divisione regionale allo Step 4 come parte di un'ulteriore ristrutturazione del National League System, riducendo tutte le divisioni allo Step 4 a 20 squadre. La nuova divisione ha iniziato a giocare nella stagione 2018-2019.

## Sponsor
L'Isthmian League è stato il primo campionato ad avere la sponsorizzazione, essendo stato scelto da Rothmans, che ha sponsorizzato il campionato dal 1973 al 1977. La società ha offerto un premio in denaro per la posizione in campionato, ma per ogni sanzione disciplinare veniva detratta una parte del premio. Così il denaro ha incoraggiato sia più gol sia maggior fair play. Gli altri sponsor dopo Rothmans sono stati:
- Michael Lawrie (1977-1978)
- Berger (1978-1982)
- Servowarm (1982-1985)
- Vauxhall - Opel (1985-1990)
- Vauxhall (1990-1991)
- Diadora (1991-1995)
- ICIS (1995-1997)
- Ryman (1997-oggi)[1]

## Squadre stagione 2025-2026
Premier Division
| Partecipanti        |
| ------------------- |
| Aveley              |
| Billericay Town     |
| Brentwood Town      |
| Burgess Hill Town   |
| Canvey Island       |
| Carshalton Athletic |
| Chatham Town        |
| Cheshunt            |
| Chichester City     |
| Cray Valley PM      |
| Cray Wanderers      |
| Dartford            |
| Dulwich Hamlet      |
| Folkestone Invicta  |
| Hashtag Utd         |
| Lewes               |
| Potters Bar Town    |
| Ramsgate            |
| St Albans City      |
| Welling Utd         |
| Whitehawk           |
| Wingate & Finchley  |

Division One North
| Partecipanti                      |
| --------------------------------- |
| Bowers & Pitsea                   |
| Template:Calcio Brantham Athletic |
| Brightlingsea Regent              |
| Cambridge City                    |
| Concord Rangers                   |
| Template:Calcio Downham Town      |
| Felixstowe & Walton Utd           |
| Gorleston                         |
| Grays Athletic                    |
| Heybridge Swifts                  |
| Lowestoft Town                    |
| Maldon & Tiptree                  |
| Mildenhall Town                   |
| Template:Calcio Newmarket Town    |
| Redbridge                         |
| Template:Calcio Stanway Rovers    |
| Template:Calcio Takeley           |
| Tilbury                           |
| Waltham Abbey                     |
| Walthamstow                       |
| Witham Town                       |
| Wroxham                           |

Division One South Central
| Partecipanti                 |
| ---------------------------- |
| Ascot Utd                    |
| Bedfont Sports               |
| Binfield                     |
| Bognor Regis Town            |
| Egham Town                   |
| Template:Calcio Fareham Town |
| Hanworth Villa               |
| Harrow Borough               |
| Hartley Wintney              |
| Hayes & Yeading Utd          |
| Hendon                       |
| Horndean                     |
| Kingstonian                  |
| Leatherhead                  |
| Littlehampton Town           |
| Metropolitan Police          |
| Template:Calcio Moneyfields  |
| Portchester                  |
| Raynes Park Vale             |
| South Park                   |
| Southall                     |
| Westfield                    |

Division One South East
| Partecipanti                         |
| ------------------------------------ |
| AFC Croydon Athletic                 |
| AFC Whyteleafe                       |
| Ashford Utd                          |
| Beckenham Town                       |
| Broadbridge Heath                    |
| Template:Calcio Crowborough Athletic |
| Deal Town                            |
| East Grinstead Town                  |
| Template:Calcio Eastbourne Town      |
| Erith Town                           |
| Faversham Town                       |
| Template:Calcio Hassocks             |
| Hastings Utd                         |
| Herne Bay                            |
| Jersey Bulls                         |
| Margate                              |
| Merstham                             |
| Sevenoaks Town                       |
| Sheppey Utd                          |
| Sittingbourne                        |
| Three Bridges                        |
| VCD Athletic                         |

## Campioni
| Stagione  | Vincitrice Isthmian League                  |
| --------- | ------------------------------------------- |
| 1905-1906 | London Caledonians                          |
| 1906-1907 | Ilford                                      |
| 1907-1908 | London Caledonians                          |
| 1908-1909 | Bromley                                     |
| 1909-1910 | Bromley                                     |
| 1910-1911 | Clapton                                     |
| 1911-1912 | London Caledonians                          |
| 1912-1913 | London Caledonians                          |
| 1913-1914 | London Caledonians                          |
| 1914-19   | Non assegnato causa prima guerra mondiale   |
| 1919      | Leytonstone                                 |
| 19-1920   | Dulwich Hamlet                              |
| 1920-1921 | Ilford                                      |
| 1921-1922 | Ilford                                      |
| 1922-1923 | Clapton                                     |
| 1923-1924 | St Albans City                              |
| 1924-1925 | London Caledonians                          |
| 1925-1926 | Dulwich Hamlet                              |
| 1926-1927 | St Albans City                              |
| 1927-1928 | St Albans City                              |
| 1928-1929 | Nunhead                                     |
| 1929-1930 | Nunhead                                     |
| 1930-1931 | Wimbledon FC                                |
| 1931-1932 | Wimbledon FC                                |
| 1932-1933 | Dulwich Hamlet                              |
| 1933-1934 | Kingstonian                                 |
| 1934-1935 | Wimbledon FC                                |
| 1935-1936 | Wimbledon FC                                |
| 1936-1937 | Kingstonian                                 |
| 1937-1938 | Leytonstone                                 |
| 1938-1939 | Leytonstone                                 |
| 1939-1945 | Non assegnato causa seconda guerra mondiale |
| 1945-1946 | Walthamstow Avenue                          |
| 1946-1947 | Leytonstone                                 |
| 1947-1948 | Leytonstone                                 |
| 1948-1949 | Dulwich Hamlet                              |
| 1949-1950 | Leytonstone                                 |
| 1950-1951 | Leytonstone                                 |
| 1951-1952 | Leytonstone                                 |
| 1952-1953 | Walthamstow Avenue                          |
| 1953-1954 | Bromley                                     |
| 1954-1955 | Walthamstow Avenue                          |
| 1955-1956 | Wycombe                                     |
| 1956-1957 | Wycombe                                     |
| 1957-1958 | Tooting & Mitcham Utd                       |
| 1958-1959 | Wimbledon FC                                |
| 1959-1960 | Tooting & Mitcham Utd                       |
| 1960-1961 | Bromley                                     |
| 1961-1962 | Wimbledon FC                                |
| 1962-1963 | Wimbledon FC                                |
| 1963-1964 | Wimbledon FC                                |
| 1964-1965 | Hendon                                      |
| 1965-1966 | Leytonstone                                 |
| 1966-1967 | Sutton Utd                                  |
| 1967-1968 | Enfield                                     |
| 1968-1969 | Enfield                                     |
| 1969-1970 | Enfield                                     |
| 1970-1971 | Wycombe                                     |
| 1971-1972 | Wycombe                                     |
| 1972-1973 | Hendon                                      |

Dalla stagione 1973-1974, venne creata la Second Division.
| Stagione  | Vincitrice First Division | Vincitrice Second Division |
| --------- | ------------------------- | -------------------------- |
| 1973-1974 | Wycombe                   | Dagenham                   |
| 1974-1975 | Wycombe                   | Staines Town               |
| 1975-1976 | Enfield                   | Tilbury                    |
| 1976-1977 | Enfield                   | Boreham Wood               |

Dalla stagione 1977-1978, venne creata la Premier Division.
| Stagione  | Vincitrice Premier Division | Vincitrice First Division | Vincitrice Second Division |
| --------- | --------------------------- | ------------------------- | -------------------------- |
| 1977-1978 | Enfield                     | Dulwich Hamlet            | Epsom & Ewell              |
| 1978-1979 | Barking                     | Harrow Borough            | Farnborough Town           |
| 1979-1980 | Enfield                     | Leytonstone & Ilford      | Billericay Town            |
| 1980-1981 | Slough Town                 | Bishop's Stortford        | Feltham                    |
| 1981-1982 | Leytonstone & Ilford        | Wokingham Town            | Worthing                   |
| 1982-1983 | Wycombe                     | Worthing                  | Clapton                    |
| 1983-1984 | Harrow Borough              | Windsor & Eton            | Basildon Utd               |

Dalla stagione 1984-1985, la Second Division venne riorganizzata in North e South.
| Stagione  | Vincitrice Premier Division | Vincitrice First Division | Vincitrice Second Division North | Vincitrice Second Division South |
| --------- | --------------------------- | ------------------------- | -------------------------------- | -------------------------------- |
| 1984-1985 | Sutton Utd                  | Farnborough Town          | Leyton Wingate                   | Grays Athletic                   |
| 1985-1986 | Sutton Utd                  | St Albans City            | Stevenage Borough                | Southwick                        |
| 1986-1987 | Wycombe                     | Leytonstone & Ilford      | Chesham Utd                      | Woking                           |
| 1987-1988 | Yeovil Town                 | Marlow                    | Wivenhoe Town                    | Chalfont St Peter                |
| 1988-1989 | Leytonstone & Ilford        | Staines Town              | Harlow Town                      | Dorking                          |
| 1989-1990 | Slough Town                 | Wivenhoe Town             | Heybridge Swifts                 | Yeading                          |
| 1990-1991 | Redbridge Forest            | Chesham Utd               | Stevenage Borough                | Abingdon Town                    |

Dalla stagione 1991-1992, le Second Divisions vengono fuse e venne creata la Third Division.
| Stagione  | Vincitrice Premier Division | Vincitrice First Division | Vincitrice Second Division | Vincitrice Third Division |
| --------- | --------------------------- | ------------------------- | -------------------------- | ------------------------- |
| 1991-1992 | Woking                      | Stevenage Borough         | Purfleet                   | Edgware Town              |
| 1992-1993 | Chesham Utd                 | Hitchin Town              | Worthing                   | Aldershot Town            |
| 1993-1994 | Stevenage Borough           | Bishop's Stortford        | Newbury Town               | Bracknell Town            |
| 1994-1995 | Enfield                     | Boreham Wood              | Thame Utd                  | Collier Row               |
| 1995-1996 | Hayes                       | Oxford City               | Canvey Island              | Horsham                   |
| 1996-1997 | Yeovil Town                 | Chesham Utd               | Collier Row & Romford      | Wealdstone                |
| 1997-1998 | Kingstonian                 | Aldershot Town            | Canvey Island              | Hemel H. Town             |
| 1998-1999 | Sutton Utd                  | Canvey Island             | Bedford Town               | Ford United               |
| 1999–2000 | Dag & Red                   | Croydon                   | Hemel H. Town              | East Thurrock Utd         |
| 2000-2001 | Farnborough Town            | Boreham Wood              | Tooting & Mitcham Utd      | Arlesey Town              |
| 2001-2002 | Gravesend & Northfleet      | Ford United               | Lewes                      | Croydon Athletic          |

Alla fine della stagione 1994-1995, ad Enfield è stata negata la promozione alla Conference. Il loro posto è stato preso dai Slough Town, che ha concluso al secondo posto.
Per la stagione 2002-2003, la First Division è stata riorganizzata in North e South e la Third Division è stata sciolta.
| Stagione  | Vincitrice Premier Division | Vincitrice Division One North | Vincitrice Division One South | Vincitrice Division Two |
| --------- | --------------------------- | ----------------------------- | ----------------------------- | ----------------------- |
| 2002-2003 | Aldershot Town              | Northwood                     | Carshalton Athletic           | Cheshunt                |
| 2003-2004 | Canvey Island               | Yeading                       | Lewes                         | Leighton Town           |

Dalla stagione 2004-2005, le 2 Division Ones North and South sono state fuse.
| Stagione  | Vincitrice Premier Division | Vincitrice Division One | Vincitrice Division Two |
| --------- | --------------------------- | ----------------------- | ----------------------- |
| 2004-2005 | Yeading                     | AFC Wimbledon           | Ilford                  |
| 2005-2006 | Braintree Town              | Ramsgate                | Ware                    |

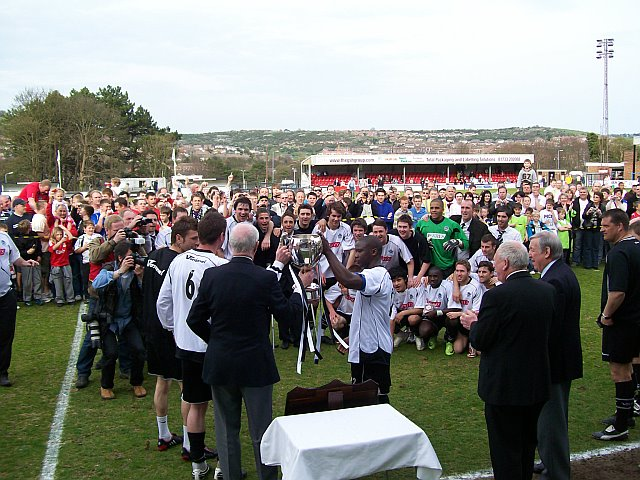
Il riceve il trofeo della Isthmian League Premier Division nel 2009

Per la stagione 2006-2007, la Division One è stata riorganizzata in North and South e la Division Two è stata sciolta.
| Stagione  | Vincitrice Premier Division | Vincitrice Division One North | Vincitrice Division One South |
| --------- | --------------------------- | ----------------------------- | ----------------------------- |
| 2006-2007 | Hampton & Richmond          | Hornchurch                    | Maidstone Utd                 |
| 2007-2008 | Chelmsford City             | Dartford                      | Dover Athletic                |
| 2008-2009 | Dover Athletic              | Aveley                        | Kingstonian                   |
| 2009-2010 | Dartford                    | Lowestoft Town                | Croydon Athletic              |
| 2010-2011 | Sutton Utd                  | East Thurrock Utd             | Metropolitan Police           |
| 2011-2012 | Billericay Town             | Leiston                       | Whitehawk                     |
| 2012-2013 | Whitehawk                   | Grays Athletic                | Dulwich Hamlet                |
| 2013-2014 | Wealdstone                  | VCD Athletic                  | Peacehaven & Telscombe        |
| 2014-2015 | Maidstone Utd               | Needham Market                | Burgess Hill Town             |
| 2015-2016 | Hampton & Richmond          | Sudbury                       | Folkestone Invicta            |
| 2016-2017 | Havant & Waterlooville      | Brightlingsea Regent          | Tooting & Mitcham Utd         |
| 2017-2018 | Billericay Town             | Hornchurch                    | Carshalton Athletic           |

Per la stagione 2018-2019, la Division One South è stata riorganizzata in South Central and South East.
| Stagione  | Vincitrice Premier Division | Vincitrice Division One North | Vincitrice Division One South Central | Vincitrice Division One South East |
| --------- | --------------------------- | ----------------------------- | ------------------------------------- | ---------------------------------- |
| 2018-2019 | Dorking Wanderers           | Bowers & Pitsea               | Hayes & Yeading Utd                   | Cray Wanderers                     |
| 2019-2020 | nessuna promozione          | nessuna promozione            | nessuna promozione                    | nessuna promozione                 |
| 2020-2021 | nessuna promozione          | nessuna promozione            | nessuna promozione                    | nessuna promozione                 |
| 2021-2022 | Worthing                    | Aveley                        | Bracknell Town                        | Hastings Utd                       |
| 2022-2023 | Bishop's Stortford          | Hashtag Utd                   | Basingstoke Town                      | Chatham Town                       |
| 2023-2024 | Hornchurch                  | Lowestoft Town                | Chertsey Town                         | Cray Valley PM                     |
| 2024-2025 | Horsham                     | Brentwood Town                | Farnham Town                          | Ramsgate                           |

### Campioni Isthmian League Cup
- 1974–75:  Tilbury
- 1975–76:  Slough Town
- 1976–77:  Hendon
- 1977–78:  Dagenham
- 1978–79:  Enfield
- 1979–80:  Enfield
- 1980–81:  Slough Town
- 1981–82:  Leytonstone & Ilford
- 1982–83:  Sutton Utd
- 1983–84:  Sutton Utd
- 1984–85:  Wycombe
- 1985–86:  Sutton Utd
- 1986–87:  Bognor Regis Town
- 1987–88:  Yeovil Town
- 1988–89:  Bishop's Stortford
- 1989–90:  Aveley
- 1990–91:  Woking
- 1991–92:  Grays Athletic
- 1992–93:  Marlow
- 1993–94:  Chertsey Town
- 1994–95:  Aylesbury Utd
- 1995-96:  Kingstonian
- 1996-97:  Boreham Wood
- 1997-98:  Sutton Utd
- 1998-99:  Aldershot Town
- 1999-2000:  Farnborough Town

- 2000-01:  Heybridge Swifts
- 2001-02:  Northwood
- 2002-03:  Yeading
- 2003-04:  Thurrock
- 2004-05:  Slough Town
- 2005-06:  Fisher Athletic
- 2006-07:  Ashford Town (Middlesex)
- 2007-08:  Ramsgate
- 2008-09:  Tilbury
- 2009-10:  Leatherhead
- 2010-11:  Wingate & Finchley
- 2011-12:  Bury Town
- 2012-13:  Concord Rangers
- 2013-14:  Maidstone Utd
- 2014-15:  Hendon
- 2015-16:  Kingstonian
- 2016-17:  Billericay Town
- 2017-18:  Billericay Town
- 2018-19:  Enfield Town
- 2019-20: Nessun vincitore
- 2020-21: Competizione non organizzata
- 2021-22:  Horsham
- 2022-23:  Aveley
- 2023-24:  Chatham Town
- 2024-25:  Billericay Town